# Ligne claire
Pour les articles homonymes, voir Ligne claire (homonymie).
 (septembre 2013).

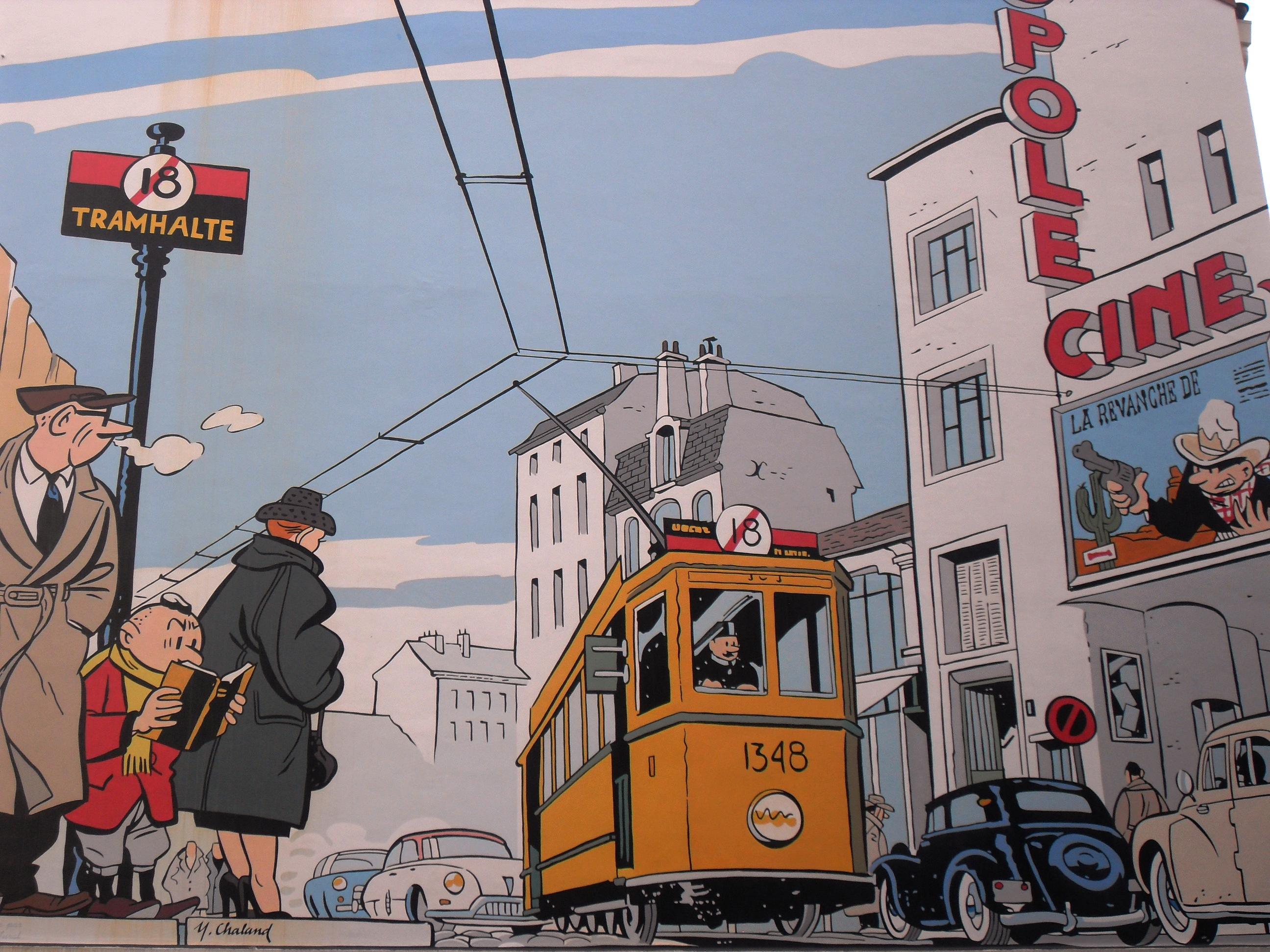
Exemple de ligne claire. Extrait d'Yves Chaland : Le Jeune Albert.

La ligne claire (en néerlandais : klare lijn) est un langage graphique issu de l'école belge de bandes dessinées réunie autour d'Hergé, c'est-à-dire le « style Tintin » associé aux dessinateurs du journal du même nom. Le terme ligne claire a été forgé en 1977 par le dessinateur néerlandais Joost Swarte, à l'occasion de l'exposition Tintin de Rotterdam.

## Ligne claire ou style Tintin?

### Inspirations?
Ce style n'a pas débuté avec Hergé. Celui-ci s'est en effet inspiré d'œuvres antérieures. Les caractéristiques de base de la ligne claire (trait simple, aplats de couleur) sont liées aux contraintes posées autrefois par les techniques d'impression des périodiques enfantins. La méthode était analogue à celle appliquée pour colorer les dessins des vitraux, des limitations techniques imposant la séparation de chaque couleur. Aux débuts de la BD, l'impression d'images se faisait par clichage du trait noir, et on appliquait les couleurs en aplats dessinés en se guidant sur le trait, ce qui interdisait les demi-teintes. Ce n'est que plus tard qu'apparaitront des dégradés à l'intérieur d'une même surface fermée, avec l'emploi de procédés plus élaborés de sélection couleur par technique photographique. Il n'est donc pas étonnant de trouver des prototypes de ligne claire chez des pionniers de la BD comme Pinchon (Bécassine), Winsor McCay (Little Nemo), Benjamin Rabier ou André Hellé. L'influence d'Alain Saint-Ogan (Zig et Puce) semble avoir été déterminante dans l'approche hergéenne,.

### Le dessin selon Hergé
Les principales caractéristiques du style élaboré par le dessinateur de Tintin ont été depuis longtemps définies, notamment par Hergé lui-même :
- contour systématique : trait noir d'épaisseur régulière, identique pour tous les éléments du dessin ;
- couleurs en aplats, sans effets d'ombre et lumière, même dans les scènes de nuit, et jamais de hachures.

On peut y ajouter d'autres éléments systématisés par Hergé dans le même but d'améliorer la lisibilité du dessin tout en l'allégeant :
- les ombres des personnages ne sont presque jamais représentées (mais celles des véhicules le sont !) ;
- réalisme des décors ;
- régularité des strips (peu de débordements d'images sur plusieurs strips ou de modification de taille des strips d'une page sur l'autre, chaque case est elle-même entourée d'un trait simple) ;
- unité et continuité des plans (pas de changements gratuits de plan d'une case à l'autre) : Hergé est avant tout un maniaque du scénario parfait, le dessin étant subordonné au récit. D'où un large usage de l'ellipse, et le moins de récitatifs possible.

Enfin, parmi les canons implicites de la ligne claire, se trouve l'emploi systématique de phylactères rectangulaires dont les textes sont écrits en bas de casse, alors que l'école de Marcinelle préfère généralement des bulles arrondies et des dialogues écrits en capitales.

#### Exemples
Cette conception du dessin ne se retrouve pas dans tout le travail de Hergé, mais elle triomphe dans quatre des récits les plus aboutis de la série Tintin :
- L'Affaire Tournesol, 1956
- Coke en stock, 1958
- Tintin au Tibet, 1960
- Les Bijoux de la Castafiore, 1963

### E.P. Jacobs, l'autre père
Edgar P. Jacobs s'éloigne quelque peu du graphisme caractéristique des aventures de Tintin, mais a pourtant participé à sa mise au point. Lors de sa collaboration avec Hergé, à partir de 1944, il s'occupe de la révision des premiers albums de Tintin et y opère de profonds changements. Il redessine les décors et y introduit un nouvel équilibre entre réalisme et simplicité. C'est également lui qui assure la mise en couleurs des planches.
Le graphisme de Blake et Mortimer ne déroge pas fondamentalement aux principes de la ligne claire :
- trait relativement régulier (beaucoup moins que chez Hergé toutefois) ;
- hachures et grisés réduits au strict nécessaire (surtout dans les premiers albums de la série) ;
- règle de l'aplat pour la mise en couleurs ;
- réalisme des décors encore plus poussé que chez Hergé, la série Blake et Mortimer relevant fondamentalement de la BD réaliste ;
- la régularité des strips est aussi respectée, avec un souci presque obsessionnel de la disposition des cases sur la page de manière esthétique et si possible symétrique ;
- la continuité des plans reste de même l'une des caractéristiques du trait jacobsien.

E.P. Jacobs est scénariste autant que dessinateur, comme Hergé. Il s'en distingue cependant par l'utilisation de longs et très nombreux récitatifs (souvent un par case).

#### Exemples
Alors que le dessin du Secret de l'Espadon ignore parfois les principes énoncés ci-dessus, ces derniers sont par la suite davantage appliqués par Edgar P. Jacobs. Les albums de la série Blake et Mortimer les plus significatifs du style ligne claire sont :
- Le Mystère de la Grande Pyramide, 1954-1955
- La Marque jaune, 1956
- L'Énigme de l'Atlantide, 1957
- S.O.S. Météores, 1959

Avec Le Piège diabolique (1960) et plus encore L'Affaire du collier, Jacobs s'affranchit progressivement de la règle de l'aplat, introduit des dégradés et de riches effets de clair-obscur. La partie médiévale de l'opus, dessinée (hormis Mortimer) par Liliane et Fred Funcken, prend toutefois une tonalité plus décalée.

### Willy Vandersteen, le versant flamand
Willy Vandersteen représente le versant flamand de la ligne claire. C'est lorsqu'il a commencé à collaborer au Journal de Tintin en 1948 pour y livrer les aventures de Bob et Bobette (celles qui constitueront plus tard la « série bleue ») qu'il a intégré les codes graphiques de l'école de Bruxelles. Il les conservera par la suite, même quand cette collaboration aura cessé. W. Vandersteen et ses continuateurs sont parmi les auteurs les plus représentatifs du mouvement de la ligne claire, et aussi ceux ayant connu le plus le succès, la série Bob et Bobette n'ayant jamais cessé de plaire à un très large public.

#### Exemples
- Bob et Bobette
- Jérôme
- Safari

### Bob de Moor, sous influence
En 1949, à vingt-quatre ans, le jeune dessinateur flamand Bob de Moor rejoint l'équipe du Journal de Tintin. Immédiatement, il côtoie et assiste les principaux dessinateurs du journal, notamment Willy Vandersteen puis, surtout, Hergé. Il devient très vite l'un des piliers des Studios Hergé, et le plus proche collaborateur du père de Tintin.
Au fil des ans, Bob de Moor acquiert la capacité d'imiter presque parfaitement le style de Hergé, et son rôle grandit au sein du Studio. Il participe à de nombreux aspects de la création des albums de Tintin : repérages, croquis préparatoires, mais aussi coordination des décors et dessins secondaires (en compagnie de Jacques Martin ou de Roger Leloup notamment), et de la mise en couleur. De Moor occupe également le premier rôle dans la conception des produits dérivés Tintin.
Dans le même temps, De Moor crée plusieurs séries dans des styles variés, notamment les aventures de Barelli, un reporter dont le monde et l'apparence, au fil des ans, se rapproche de plus en plus de celle de son illustre collègue. Il assiste également Jacques Martin dans la série Lefranc et termine Les Trois Formules du professeur Satō après la mort de son ami Edgar P. Jacobs.

#### Exemples
- Barelli
- Cori le Moussaillon

### Jacques Martin, l'historien
Le Français Jacques Martin entre au lendemain de la guerre dans l'équipe du Journal de Tintin. Il devient l'un des plus proches collaborateurs de Hergé, prend part à l'élaboration de plusieurs aventures de Tintin. Dans le même temps, il crée le personnage d'Alix en 1948, puis celui du reporter Lefranc en 1952 (Cf la liste de ces œuvres).
Ses premiers albums sont fortement marqués par l'influence d'une ligne claire assez rigide, avec son trait épuré et ses aplats. Dans les années 1960, Jacques Martin s'éloigne de l'école hergéenne, usant sans modération de variations de trait, de l'ombre, et s'approchant d'un style plus réaliste qui atteint son équilibre dans les années 1970, tout particulièrement dans la série des Alix et d'autres BD historiques. Jacques Martin suscite lui-même de nombreux émules, en particulier Gilles Chaillet, Jean Pleyers ou André Juillard. La bande dessinée historique franco-belge porte sa marque, à la fois sur le plan du dessin et sur le plan du travail scénaristique, en particulier concernant l'exigence des recherches documentaires.

#### Exemples
Les premiers albums de Jacques Martin sont les plus visiblement influencés par le style de Hergé et l'école dite Tintin.
Dans la série Alix
- Alix l'intrépide, 1956.
- Le Sphinx d'or, 1956.
- L'Île maudite, 1957.
- La Tiare d'Oribal, 1958.

Dans la série Lefranc
- La Grande Menace, 1954.

### Et encore
De nombreux dessinateurs du journal de Tintin suivent plus ou moins le style lancé par Hergé. Paul Cuvelier (Corentin), Jacques Laudy (Hassan et Kaddour), François Craenhals (Les 4 As) ou Tibet (Chick Bill) créent ainsi des bandes dessinées au style narratif et au langage graphique proches de ceux de Tintin, sans toutefois aller jusqu'à l'imitation. Il en est de même pour Gilles Chaillet (Vasco), qui a collaboré avec Jacques Martin.
Cette influence se ressent aussi dans le réalisme pointilleux d'un Roger Leloup, qui tranche avec la plupart des séries du journal de Spirou dans lequel il publie Yoko Tsuno. Leloup avait été pendant des années l'un des collaborateurs des Studios Hergé, spécialisé dans le dessin des éléments techniques et mécaniques.

## Le mouvement de la «ligne claire»

### Joost Swarte
Inventeur de l'expression « ligne claire », Joost Swarte s'est fait le chantre du renouveau de ce style tout en réinterprétant ses fondements. Le travail de Swarte dépasse en effet le cadre de la bande dessinée traditionnelle en envahissant le domaine de l'illustration (couvertures de livres et de disques, portfolios, affiches, expositions). Swarte ne cache pas son goût pour l'art moderne et l'abstraction. Pour Swarte, la ligne claire est d'ailleurs une forme d'abstraction graphique, idée souvent évoquée concernant Tintin, mais que Hergé n'a jamais fait sienne. Chez Swarte, les interférences entre bande dessinée et illustration sont manifestes. Son ambition esthétique éloigne souvent Swarte du modèle classique de l'album de bande dessinée.
Joost Swarte s'approprie la ligne claire et y mêle des techniques qu'il affectionne. On peut notamment noter l'omniprésence des références géométriques. Swarte aime aussi varier les méthodes de mise en couleur. Il utilise en particulier du papier tramé de différentes teintes, découpé et collé sur les surfaces à remplir.

#### Exemples
- L'Art moderne (1980)
- Passi, Messa (4 tomes)
- Dr. Ben Ciné & D. (2 tomes)
- Les Aventures de Coton et Piston (3 tomes)

### Ever Meulen
Proche de Joost Swarte, Eddy Vermeulen, qui signe Ever Meulen, s'associe très vite au renouveau de la ligne claire. Illustrateur de formation, Ever Meulen ne vient que dans un second temps à la bande dessinée. Influencé par le cubisme et l'art déco, Ever Meulen produit peu d'albums et énormément d'illustrations, affiches, sérigraphies. L'influence du style atome est également beaucoup plus importante chez lui que chez Swarte, les deux styles se chevauchant souvent dans une même illustration.

#### Exemples
- L'affaire T.T.T. (1985)

### Ted Benoit
Au départ plutôt marqué par un style réaliste très fouillé, résultat d'études de cinéma et de sa collaboration à L'Écho des savanes, Ted Benoit effectue un virage vers la ligne claire lorsqu'il prend connaissance des recherches initiées par Joost Swarte. Ce changement radical s'exprime dans Vers la ligne claire, un album qui regroupe plusieurs récits publiés à la fin des années 1970.
Ted Benoit approfondit ses recherches en travaillant seul sur le dessin et le scénario de deux albums mettant en scène son anti-héros Ray Banana, dans un style rappelant fortement Tintin. Deux récits également marqués par l'influence du cinéma américain qu'il admire tant, l'ambiance du film noir, les années 1950. Ted Benoit fait également, à l'instar de Joost Swarte et d'Ever Meulen, de fréquentes incursions dans le domaine de l'illustration, en réalisant de nombreuses affiches et sérigraphies.
Les éditions Dargaud n'hésitent pas à lui confier la reprise de la série Blake et Mortimer d'Edgar P. Jacobs, en compagnie du scénariste Jean Van Hamme. Dès L'Affaire Francis Blake, Ted Benoit impressionne par sa maîtrise du style jacobsien et son mimétisme minutieux. Puis, L'Étrange Rendez-vous est l'occasion pour le dessinateur de retrouver l'ambiance américaine qu'il aime tant, et de s'approprier un peu plus la série. Après ces deux albums, Ted Benoit annonce prendre du recul avec sa carrière de dessinateur de bande dessinée pour se consacrer à l'illustration et à l'écriture.

#### Exemples
- Vers la ligne claire (1980)
- Bingo Bongo et son combo congolais (1987), très "Swartien"

Dans la série Ray Banana :
- Berceuse électrique (1982)
- Cité lumière (1986)

Dans la série Blake et Mortimer
- L'Affaire Francis Blake (1996)
- L'Étrange Rendez-vous (2001)

### Floc'h
Dessinateur apparenté au mouvement de la ligne claire, Floc'h est indissociable du scénariste François Rivière. C'est en effet ensemble que les deux compères élaborent l'album Le Rendez-vous de Sevenoaks, à l'époque même où Joost Swarte invente le terme de ligne claire, en 1977. Ce récit fantastique qui se déroule à Londres, dans une ambiance jacobsienne, est suivi de plusieurs autres collaborations entre Floc'h et Rivière. À partir de Blitz, en 1983, Floc'h adopte la technique de l'encrage au pinceau, qui fait évoluer son dessin vers une grande souplesse de trait, tout en l'éloignant des règles initiales du dessin hergéen.
Hormis ses collaborations avec Rivière, Floc'h, comme les autres dessinateurs du mouvement de la ligne claire, travaille essentiellement dans l'illustration. Son style séduit le cinéma (affiches et interstices pour Woody Allen et Alain Resnais), la publicité, la presse (The New Yorker).
Sollicité par Dargaud pour la reprise de la série Blake et Mortimer, Floc'h ébauche un projet en compagnie de Ted Benoit, puis abandonne, avant que Jean Van Hamme ne prenne les choses en main. Ted Benoit, au style pourtant plus proche de Hergé, réalisera finalement seul le dessin de l'album. Comme Ted Benoit, Floc'h effectue des incursions de plus en plus rares dans la bande dessinée.

#### Exemples
- Albany :

1. Le Rendez-vous de Sevenoaks (1977)
2. Le Dossier Harding (1980)
3. À la recherche de Sir Malcolm (1984)
4. Olivia Sturgess, 1914-2004, 2005
  - Une trilogie anglaise (intégrale parue chez Dargaud en 1992) :

- Blitz (1983)
- Underground (1996)
- Ma vie (1985)
- Un homme dans la foule (1985)
- Floc'h illustrateur (2000)
- Floc'h illustrateur 2 (2005)

### Yves Chaland
Chaland incarne le côté Spirou du mouvement de la ligne claire. L'inspiration de Chaland se trouve en effet avant tout du côté de Jijé lorsqu'il publie ses premiers albums, qui réunissent le plus souvent des publications plus anciennes (dans Métal hurlant notamment), proches du pastiche, comme Bob Fish, Adolphus Claar ou les premiers albums de la série Freddy Lombard. Chaland est d'ailleurs pressenti un temps pour reprendre Spirou et Fantasio, mais ses choix rebutent la vision commerciale de Dupuis.
Le côté ligne claire du travail de Chaland se ressent un peu plus dans les années 1980, en bande dessinée mais aussi dans son travail d'illustrateur, puisque Chaland également trouve un succès significatif dans ce domaine chez les publicitaires. Le style de Chaland évolue ainsi jusqu'à F.52, cinquième album de Freddy Lombard et dernier de la série puisque le dessinateur disparaît accidentellement quelques mois plus tard, en juillet 1990.

#### Exemples
Dans la série Freddy Lombard :
- F.52

### Et encore
Redevenu à la mode dans les années 1980, le style ligne claire influe sur de nombreux jeunes auteurs, qui le réinterprètent souvent de manières fort variées. Theo van den Boogaard crée en 1976, avec le réalisateur Wim T. Schippers le personnage de Léon-la-Terreur, avec un humour particulier naissant du décalage entre la froide rigueur du dessin et le caractère délirant des situations. Jean-Louis Floch, frère de Floc'h, participe un temps au mouvement, notamment avec En pleine guerre froide (1984). Quant à Serge Clerc, il mêle ligne claire, style atome et influences Art déco dans quelques albums (Meurtre dans le phare) et une grande quantité d'illustrations.
Il faut également citer d'autres dessinateurs proches du mouvement de la ligne claire, comme Alain Goffin, qui dessine les deux albums de Thierry Laudacieux (1982-1984) sur un scénario de François Rivière, ou encore Plagiat! (1989), sur un scénario de Benoît Peeters et François Schuiten. Daniel Ceppi (Le Guêpier (1977), suivi de nombreux albums des aventures de Stéphane Clément). Citons encore les néerlandais Henk Kuijpers (la série Franka, 1980-1987), Dick Briel (Les aventures du professeur La Palme en 1982-1983), et l'auteur d'une planche finalisant Les 3 Formules du professeur Satō dans un n° Spécial Jacobs du Journal de Tintin : Le Théâtre du Mystère, en avril 1978, soit 12 ans avant Bob de Moor !), Peter van Dongen (la série Rampokan, en cours) et Eric Heuvel avec notamment la série Jennifer Jones. La ligne claire a aussi séduit certains auteurs anglo-saxons comme l'Anglais Garen Ewing (The Rainbow Orchid, en cours) et l'Italien Vittorio Giardino.
En raison de sa lisibilité, la ligne claire garde un grand succès dans la BD pour enfants. Le dessinateur Dirk Stallaert propose ainsi dans la série Nino un style très proche de Tintin, sur des scénarios de Hector Leemans. La même inspiration est observée chez Yvan Pommaux (Angelot du Lac).
Collision ironique entre l'école de Bruxelles et celle de Marcinelle, Émile Bravo avec Spirou, le journal d'un ingénu (2008) et Olivier Schwartz dans Le Groom vert-de-gris (2009) ont eu recours à la ligne claire pour revisiter Spirou et Fantasio dans un environnement graphique qui leur était jusque-là étranger.

## La ligne claire dans les autres médias

### Au cinéma
- Les Triplettes de Belleville (2003) de Sylvain Chomet
- L'Illusioniste (2010) de Sylvain Chomet
- Le Chat du rabbin (2011) de Joann Sfar et Antoine Delesvaux

### Dans le jeu vidéo
- Professeur Layton de Level-5

### Dans le jeu de société
- L'Expédition perdue – The Lost Expedition (2017) – de Peer Sylvester et illustré par Garen Ewing, publié chez Nuts Publishing